# 衛視電影台
衛視電影台（英語：STAR Chinese Movies）是迪士尼傳媒的一個對全亞洲地區播出的華語電影影集頻道（2011年12月前為星空傳媒的頻道）。該頻道主要播放粵語及華語的電影，大多數播放來自香港的電影。2023年10月1日香港时间凌晨0點起，衛視電影台香港版正式停播。2024年1月1日台灣时间凌晨0點起，衛視電影台台灣版正式停播。

## 概述
該頻道以播放華語電影（中國大陸電影、香港電影、台灣電影、新加坡電影、馬來西亞電影）為主，也播放日本電影、日本動畫（帶狀電視影集與劇場版）、韓國電影及其他東南亞電影等，並會數位修復一些香港經典動作片。

## 历史
1991年，卫星电视开播。卫星电视曾经对东亚地区以“卫视新闻台”的名义转播BBC世界电视台直至1994年。

1994年，由于BBC播出与中国大陆有关的涉政负面内容，引起大陆有关部门不满，而已被默多克所属新闻集团收购的卫星电视出于其对中国大陆服务的策略考量，停止对东亚地区转播BBC世界电视台。原来的转播频谱随即开播卫视电影台（STAR Movies）。在电影台开播初期，该频道在卫星上免费试播近半个月，后来因版权缘故，频道从5月1日开始加密锁码播出，仅面向有线电视业者提供卫星信号，初期以台湾和菲律宾等地为主。卫视电影台在试播期间，曾播出过文字提示卡，告知观众频道将锁码播出。以下是1994年4月卫视电影台开锁免费试播期间播出的提示卡文字内容：
在卫视电影台免费预映期间，广播时间是每日下午三时。
由五月一日起，卫视电影台将会开始锁码。台湾、菲律宾及其他国家的观众，在与当地的有线公司安排后，便能收看卫视电影台。
香港观众暂时未能收看此频道，为致使香港观众能收看卫视电影台，卫视现正努力尝试做出有关安排。
1996年3月31日香港時間晚上7點，衛視電影台更換為第四版標識和頻道包裝，第四版標識為金黃色方框內嵌斜向的星星標識，上方有「STAR」，下方有「電影台」三字，與衛星電視其他頻道包裝使用統一標準（channel V部分包裝除外），節目預告包裝也與鳳凰衛視電影台相似。台标在改版之初仍继续使用旧版星星标识（透明五角星，右侧菱角上有“電影台”四字“），几个月后改用与新版包装相同LOGO的方框台标。衛視電影台分拆為2台的衛視國際電影台，頻道英文名稱仍然為STAR Movies（主要播放好莱坞电影包括美国电影為主）稱為：「衛視西片台」和之前的STAR Chinese Movies，頻道中文名稱仍然為衛視電影台（主要播放粵語電影/華語電影包括中國電影、台灣電影、新加坡電影、馬來西亞電影為主）。
2017年4月29日，衛視電影台提供雙語服務，部份電影同時以華語、原音播放。
另外，往年香港電影金像獎和金馬獎頒獎典禮的收費電視播映權均由衛視電影台獲得，由於台灣（金馬獎頒獎典禮由台視轉播）、新加坡和馬來西亞由當地電視台轉播，只有港澳、東南亞(新加坡、馬來西亞除外)、澳紐和美國播出。
2021年10月1日香港时间凌晨1點在亞洲地區正式停播衛視卡式台，部份從衛視卡式台播放的經典電影則轉移至衛視電影台繼續播放。
2024年1月1日台湾时间凌晨0點起，衛視電影台正式停播，頻道播送在謝幕片完畢後顯示「本頻道即將停止服務 衷心感謝您多年來的支持與收看」字樣以及台標的停播提示畫面，播放了背景音樂：由詹姆斯·西摩·布雷特（James Seymour Brett）作曲的「Soaring to Paradise」。此后卫视电影台原有大部分节目也被Disney+全权接手。

## 星衛HD電影台
星衛HD電影台（英語：STAR Chinese Movies HD）是星空傳媒（今亞太迪士尼傳媒）於於2011年5月啟播的高畫質電影頻道，起初重點進駐於中華電信MOD，補足2010年初當時還未啟用高畫質，仍僅以標準畫質播出的衛視電影台。
在台灣全國多數廢除類比電視訊號，轉為高畫質數位訊號以後，星衛HD電影台則被多家台灣電視系統業者列入額外付費頻道，並未因衛視電影台啟用高畫質的「衛視電影台HD」而停播，與衛視電影台共用相同台標與台呼設計，也與衛視電影台頻道與共享電影和電視影集。
2024年1月1日台灣時間凌晨0點起，在電影《暗殺風暴》完畢後直接顯示“本頻道即將停止服務 衷心感謝您多年來的支持與收看”和“This channel is no longer available, Thank you for watching.”中英字樣以及台標的停播提示畫面，播放了背景音樂：由菲力普·蓋勒（Philip Guyler）作曲的「Beautiful Things」。也代表華特迪士尼公司旗下亞太迪士尼傳媒的星衛HD電影台正式停播。
- 週六FUN電影：於每週六21:30播放，性質同衛視電影台週日黃金檔。
- 週日皇牌影院：於每週日21:30首播，性質同衛視電影台週六皇牌影院。

## 各地版本播放
衛視電影台共分為3個地區播放版本，各版本節目編排並不相同。

### 港澳版本
過往在香港now TV、香港香港有線電視以粵語廣播，2021年10月1日香港时间凌晨1點，播放範圍由只限香港擴展至澳門，原有的澳門澳門有線電視45頻道衛視卡式台則升級為衛視電影台港澳版。2023年6月1日香港时间凌晨0點起，衛視電影台於香港香港有線電視204頻道停播。2023年10月1日香港时间凌晨0點起，衛視電影台於香港now TV139頻道、澳門有線電視45頻道正式停播，同日起，澳門有線電視45頻道改為播映天映經典頻道。
港澳版本於每星期六晚上9點30分播放首播電影。

### 台灣版本
曾在台灣透過有線電視系統業者以國語配音及原音版本雙語播出，也在各節目播出時插播不少台灣在地的商業廣告，定頻為第61頻道。除了華語電影，台灣版本還會選播亞洲各地的電影，以韓國電影為多數。
2018年6月26日，啟用高畫質版本「衛視電影台HD」，嘉義世新國聲及TBC台灣寬頻通訊同步升級為HD高畫質播出。
2018年8月30日，中嘉寬頻及數位天空升級為HD高畫質播出。
2018年9月18日，凱擘大寬頻及台灣大寬頻升級為HD高畫質播出。
2024年1月1日台灣时间凌晨0點起，華特迪士尼公司終止衛視電影台在台灣播送正式停播。
- 動畫時段：於每日19:00 - 21:00播放日本動畫，其中平日19:00固定播出名偵探柯南。如遇上農曆春節、清明節、雙十節等國定連假，動畫時段則暫停播出，改放精選電影。
- 週六皇牌影院：於每週六21:00播放首播電影，部份電影於Disney+同步上線。
- 週日黃金檔：於每週日21:00播放精選電影，和少數首播電影。

### 東南亞版本
過往在新加坡、印尼、菲律賓、泰國、緬甸、寮國和柬埔寨以華語廣播，但在馬來西亞以粵語和華語廣播，分新加坡和東南亞版本(新加坡以外)。其餘地區如越南、蒙古、斯里蘭卡、馬爾地夫和太平洋島國等則透過衛星傳送。
東南亞版本於每星期六晚上9點30分播放首播電影。
2021年10月1日香港时间凌晨1點，因華特迪士尼公司宣布停播大部份迪士尼福斯家族頻道及Disney+ Hotstar的啟用，衛視電影台在馬來西亞Unifi TV228頻道、新加坡新電信電視571頻道等大部份東南亞收費電視供應商正式停播，新加坡新電信電視571頻道由CM+取代衛視電影台。現時，衛視電影台在少部份地區持續播放。2023年10月1日香港时间凌晨0點起，新加坡星和視界866頻道正式停播。

## 播過動畫（台灣版本）
- 機動警察劇場版:OVA-1~3 東京毀滅戰、和平保衛戰、13號廢棄物
- 龍與雀斑公主
- 阿基拉
- 三國志 第一部・英雄的黎明
- 三國志 第二部・長江的燃燒
- 三國志 完結篇・遼闊的大地
- 霍爾的移動城堡
- Dr.STONE 新石紀
- 鏈鋸人
- 航海王東海特別篇
- 你的名字
- 火影忍者疾風傳
- 暗殺教室
- MAGI魔奇少年
- 路人超能100
- SPY×FAMILY間諜家家酒
- 美食獵人
- 烏龍派出所特別篇: The Final 兩津勘吉的最後一天
- 怪醫黑傑克OVA
- 勇者鬥惡龍 達伊的大冒險
- FGO 絕對魔獸戰線 巴比倫尼亞
- 國王排名
- 怪物的孩子
- 劇場版 無敵鐵金剛/INFINITY
- 七龍珠超 布羅利
- 頭文字D
- 頭文字D 劇場版 第三季
- 頭文字D 覺醒
- 頭文字D 鬪走
- 頭文字D 夢現
- 關於我轉生變成史萊姆這檔事
- 城市獵人 新宿 PRIVATE EYES
- 哥吉拉動畫電影三部曲
- MEGALO BOX
- 名偵探柯南
- 影子籃球員
- 食戟之靈
- 灣岸競速
- 王者天下
- 惡魔奶爸
- 第一神拳
- 七龍珠GT
- 七龍珠改
- 烘焙王
- 辛普森家庭
- 飆速宅男
- 棋靈王
- 航海王
- 超音戰士
- 名偵探柯南
- 蒼天航路
- 火之丸相撲
- 足球騎士
- 神偷怪盜
- 天使領域
- BLEACH
- 潮與虎
- 天才黃金腦～神之謎
- 銀魂
- 死亡筆記本
- 東京地震8.0
- 天才麻將少女
- 驅魔少年
- 王牌投手 振臂高揮
- 爆漫王。
- 鼻毛真拳
- 熱拳本色
- 零秒出手
- 麻辣教師GTO
- 獵人×獵人

## 頻道文化
台標變化
在1994年5月1日至2000年12月31日期間，衛視電影台僅在播放電視節目時顯示台標，而在廣告時段不顯示台標。（註：1998年8月28日分拆自衛視電影台的鳳凰衛視電影台直至今天仍然繼承此種台標懸掛的習慣，這種情況在中國大陸觀眾熟知的電視頻道中十分罕見。）而從2001年1月1日起至今，衛視電影台在任何播出時段均顯示台標，有些時候台標會出現動畫。
1994年6月30日至1995年12月31日，衛視電影台懸掛黄蓝相间的“STAR MOVIES 电影台”字样的台標，與ID的標識相同。
1996年1月1日至1996年3月31日19時，衛視電影台懸掛透明五角星，右側菱角寫有「電影台」透明斜體字的台標。
1997年3月31日至1998年8月27日，衛視電影台懸掛金色方框藍色背景內嵌金色斜向五角星、下方金黃色框區寫有「電影台」三字的台標，與當時的ID標識相同。在此期間，該台標多次微調懸掛位置。

## 外部連結
- 衛視電影台（台灣） （页面存档备份，存于）（繁體中文）
- STAR Movies GOLD & 衛視電影台（台灣）的Facebook專頁（繁體中文）
- STAR Movies GOLD & 衛視電影台（台灣）的Instagram帳戶（繁體中文）
- 衛視電影台（香港）的Facebook專頁（繁體中文）
- 衛視電影台（東南亞）（英文）